# Sladeniaceae
Sladeniaceae é uma família de plantas angiospérmicas (plantas com flor - divisão Magnoliophyta), pertencente à ordem Ericales.
O grupo compreende 3 espécies, classificadas em 2 géneros, de árvores típicas de clima tropical, originárias do Sudeste Asiático (Sladenia) e África Oriental (Ficalhoa).
A circunscrição da família é variável, com alguns sistemas a descrever a família como sendo constituída apenas pelo género Sladenia, que por sua vez tem sido considerado um membro das famílias Theaceae,  Actinidiaceae, Dilleniaceae ouTernstroemiaceae.
Outros sistemas incluem o género Ficalhoa e possivelmente o género Pentaphylax numa família juntamente com Sladenia.
Estudos morfológicos do embrião de Sladenia sugerem que possui características únicas que induzem a que possa ser colocado numa família própria. No entanto, a família é pouco estudada e estudos filogenéticos iniciais levantaram indicações contraditórias acerca da colocação taxonómica.